# Système Diégo

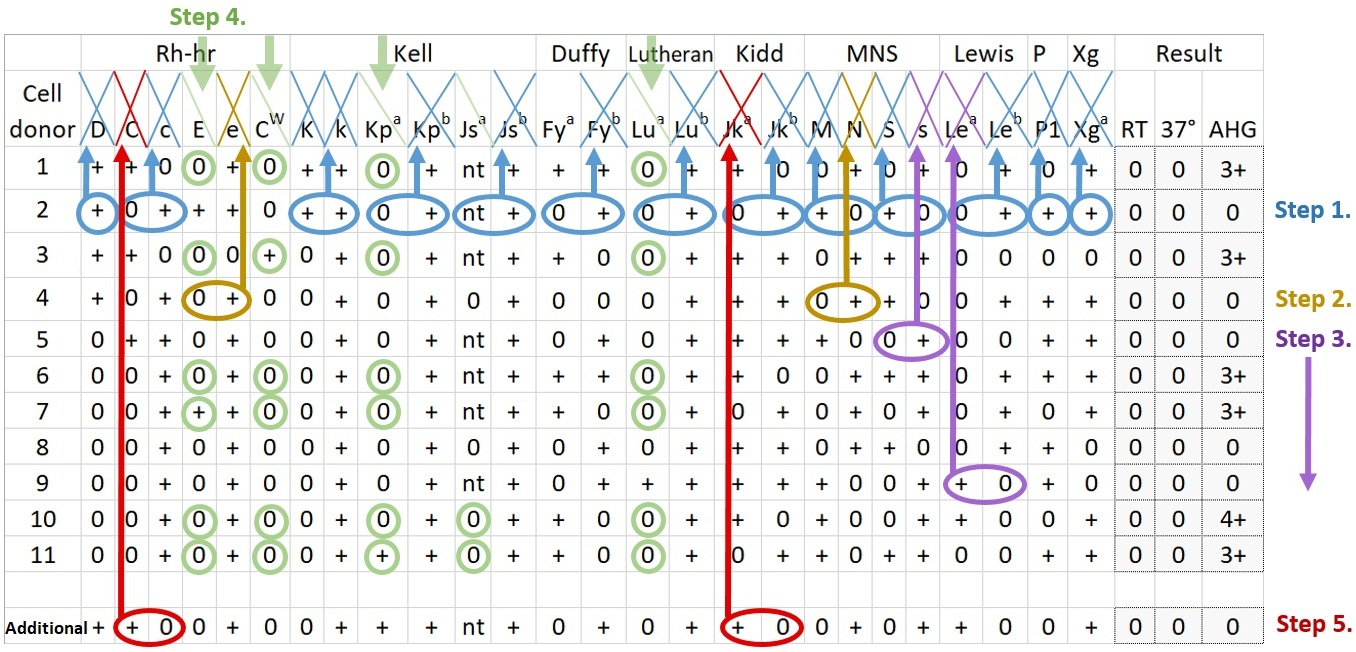
Interprétation du panel d'anticorps pour détecter les anticorps du patient contre les systèmes de groupes sanguins humains les plus importants.

Le système Diégo est un système de groupe sanguin.

## Description
Ce système, noté DI, no 010 dans la nomenclature de l'ISBT, (en) 110500 dans la nomenclature OMIM, comporte 22 antigènes dont 21 référencés (en 2012) à l'ISBT, deux couples antithétiques (Diégo a -DI1 et b -DI2, mutation leu854pro, Wright a, DI3 et b, DI4, mutation lys658glu) et 17 antigènes privés de très faible fréquence, dont un antigène (DI :19, Wu) a trouvé son antigène antithétique DISK (DI22) en 2010 grâce à l'anticorps d'une femme (Mme SK) primigeste non transfusée de 34 ans. Ce troisième couple d'antigènes antithétiques (DISK-Wu soit DI9-DI22) résulte d'une mutation G>C en 1694 soit Gly565Ala.

## Protéine
Ce système est lié aux diverses mutations de la protéine « bande 3 », (encore appelée échangeur d'anions : AE1, ou CD233), OMIM (en) 109270, dont le gène en 17q21-q22 comporte 20 exons répartis sur 18 à 20 kilobases. Cette glycoprotéine de 911 AA (N-glycosylée en Asn642 sur la quatrième boucle extracellulaire, chaîne glycosidique portant les antigènes de groupe ABO et Ii) dont les extrémités N et C terminales sont intracytoplasmiques, comporte 14 (12 selon un schéma moins courant) passages intramembranaires de 479 AA, soit 14 (modèle classique) hélices α hydrophobes, est une transporteuse d'anions (HCO3/Cl), et participe également au maintien de l'intégrité de l'hématie par les liens de sa longue partie intracytoplasmique  N-terminale (403 AA) avec les protéines sous-membranaires via l'ankyrine et la protéine 4.2. Une délétion des aminoacides 400-408, rencontrée en Asie du Sud-Est, entraîne une ovalocytose des hématies.

## Lien fonctionnel
Il existe un lien fonctionnel avec la glycophorine A, système MNS. L'absence de GPA (phénotypes Ena- ou génotypes Mk/Mk entraîne la perte d'expression des antigènes Wright (DI3, DI4). Cette expression des épitopes Wright serait liée au domaine intramembranaire de la GPA, au huitième domaine intramembranaire de la bande 3 et aux régions extracellulaires adjacentes.

## Génétique des populations
L'intérêt de ce groupe sanguin réside surtout dans sa répartition géographique, les incidences cliniques étant exceptionnelles, parfois graves (anti Dia découvert à l'occasion d'une maladie hémolytique du nouveau-né) parfois bénignes ou inexistantes (anti Wra) selon les anticorps en cause. Si les sujets Di(a+,b+) (DI:1,2) ne se rencontrent que chez moins de 0,1 % des caucasiens ou des noirs (qui sont à plus de 99,9 % Di(a-, b+), et ne peuvent donc poser qu'exceptionnellement un problème transfusionnel en Europe), ils se voient chez 10 % des asiatiques et chez 36 % des indiens sud américains. Ceci corrobore l'idée du peuplement des Amériques par des migrations venant de l'Extrême-Orient via le détroit de Behring. Mais nous quittons là l'immuno-hématologie et gagnons l'anthropologie, l'ethnologie et la génétique des populations...expliquant peut-être le petit problème des Inuits d'Alaska par rapport à leurs petits cousins de Sibérie (biais d'échantillonnages ? isolat ? dérive génique ?...).

## Fréquences phénotypiques
| Ethnie                                           | Nombre testé | nombre Dia+ | Fréquence des Dia+ | Références |
| ------------------------------------------------ | ------------ | ----------- | ------------------ | --- |
| Indiens Kainganges (Brésil)                      | 48           | 26          | 54,16 %            | Levine P. et Coll The Diego blood factor Nature 1956;177:40-1 |
| Indiens Carib (Venezuela)                        | 121          | 43          | 35,54 %            | Levine P. et Coll. The Diego blood factor Nature 1956;177:40-1 |
| Indiens Maya (Guatemala)                         | 255          | 57          | 22,35 %            | Cann HM et coll. Genetics of Diego blood group in Guatemalan Indians Science 1968;162:1391-2 |
| Inuits (Sibérie)                                 | 86           | 18          | 20,93 %            | Mourant A. E. et coll, The Distribution of Human Blood Groups an Other Polymorphisms 2e édition, Oxford University Press, 1976 Tills D. et coll. supplément en 1983                                                            |
| Inuits (Alaska, Canada)                          | 1 477        | 2           | 0,14 %             | Mourant A. E. et coll. The Distribution of Human Blood Groups an Other Polymorphisms 2e édition, Oxford University Press, 1976                                                                                                 |
| Japonais                                         | 2 427        | 244         | 10,05 %            | Miyazaki T. et coll. Human anti-Dia monoclonal antibodies for mas sreening. Immonohematology 2000.16/78681 |
| Chinois                                          | 617          | 32          | 5,19 %             | Mourant A. E. et coll. The Distribution of Human Blood Groups an Other Polymorphisms 2e édition, Oxford University Press, 1976                                                                                                 |
| Européens                                        | 4 462        | 1           | 0,02 %             | - Levine P. et coll. Nature 1956 - Edwards-Moulds et Coll. Transfusion 1986;26:234-6 - Layrisee M. et coll. Proc 6th Cong Int Soc Blood Transfusion, 1958:114-6 - Riches R.A. et coll. 20th cong Int Soc Blood Trans 1988;299. |
| Aborigènes australiens Papouasie-Nouvelle-Guinée | 1 374 1 741  | 0 0         | 0 %                | Simmons R.T. The apparent absence of the Diego (Dia) and the Wright (Wra) blood group antigens in Australian Aborigenes and in New Guineans Vox Sanguinis 1970;19:533-6                                                        |